# Помрачење Сунца
Помрачење Сунца је астрономска појава која се дешава када Сунце баца Месечеву сенку на површину планете Земље, што се може догодити само када је Месец у фази младине, односно у положају конјункције, када се налази између Земље и Сунца. Да би дошло до помрачења Сунца Месец се мора налазити 16° у равни своје путање испред или иза неког од чворова своје путање са еклиптиком. У току једне године може наступити минимално 2, а максимално 5 помрачења Сунца. Зависно од тренутне удаљености Месеца и Сунца од Земље, као и положаја посматрача на Земљиној површини, може наступити једна од три врсте помрачења Сунца: потпуно, делимично или прстенасто.
Помрачење Сунца може бити потпуно (тотално), прстенасто (ануларно), делимично (парцијално) и хибридно (када се у средишњој фази помрачење запажа као потпуно, а изван средишње фазе као прстенасто). Различите врсте помрачења настају јер је стаза Месеца елиптична. Када је Месец удаљенији, не заклања цели Сунчев диск запажа се прстенасто помрачење, а када је Месец ближе, може потпуно да заклони Сунце и наступа потпуно помрачење. Помрачење Сунца опажа се с малог дела Земље. Због окретања Земље, Месечева сенка прелази по Земљиној површини од запада према истоку, те се потпуно помрачење види с ускога појаса (зоне тоталитета). Сенка није шира од 270 километара и путује брзином од 1 , па потпуно помрачење у некој тачки Земље траје највише 3 минуте 31 секунди. При потпуном помрачењу збивају се четири додира: руб Месеца наилази на руб Сунца, напредујући руб Месеца стиже до супротног Сунчевог руба, залазни Месечев руб дотиче почетни руб Сунца, Месец напушта Сунце; од првога до четвртога додира могу проћи до 3 сата. Потпуна помрачења Сунца на некоме месту Земљине површине јавља се у просеку сваких 400 година. Последње потпуно помрачења Сунца, видљиво са Балкана, збило се 15. фебруара 1961, а следећи ће се догодити 3. септембра 2081.

## Типови
Помрачење или еклипса (гр. ἔκλειψις, ékleipsis - изостављање, изостајање) је појава при којој једно небеско тело у потпуности или већим делом заклања друго или улазак једног небеског тела у сену другог. Помрачење Сунца или Месеца настаје када се они налазе у близини једног чвора Месечеве стазе око Земље (стаза Месеца је нагнута према еклиптици за 5° 9').
Удаљеност Сунца од Земље је око 400 пута већа од Месечеве удаљености, а пречник Сунца је око 400 пута већи од Месечевог. Пошто су ови односи приближно исти, изгледа да су Сунце и Месец, гледано са Земље, приближно исте величине: око 0,5 степени лука у угаоној мери.
Месечева орбита око Земље је благо елиптична, као и Земљина путања око Сунца. Привидне величине Сунца и Месеца стога варирају. Магнитуда помрачења је однос привидне величине Месеца и привидне величине Сунца током помрачења. Помрачење које се дешава када је Месец близу своје најближе удаљености од Земље (тј. близу њеног перигеја) може бити потпуно помрачење јер ће Месец изгледати довољно велик да у потпуности покрије Сунчев светли диск или фотосферу; потпуно помрачење има магнитуду већу или једнаку 1.000. Насупрот томе, помрачење које се дешава када је Месец близу своје највеће удаљености од Земље (тј. близу њеног апогеја) може бити само прстенасто помрачење, јер ће Месец изгледати нешто мањи од Сунца; магнитуда прстенастог помрачења је мања од 1.
Пошто је Земљина орбита око Сунца такође елиптична, удаљеност Земље од Сунца на сличан начин варира током године. Ово утиче на привидну величину Сунца на исти начин, али не толико колико променљива удаљеност Месеца од Земље. Када се Земља приближи својој најдаљој удаљености од Сунца почетком јула, потпуно помрачење је нешто вероватније, док услови фаворизују прстенасто помрачење када се Земља приближи својој најближој удаљености од Сунца почетком јануара.
Постоје три главна типа помрачења Сунца: потпуно, делимично и прстенасто.

### Потпуно и делимично помрачење Сунца
У случају потпуног помрачења Сунца, Месечев диск ће потпуно прекрити Сунце. Помрачење Сунца се може опазити с релативно уског појаса (путања тоталитета) на Земљиној површини преко којег пролази Месечева сенка. Посматрачи који се налазе у нешто ширим појасевима око путање тоталитета налазе се у Месечевој полусенки, те могу видети делимично помрачење Сунца, док се с остатка површине Земље помрачење уопште неће видети. Следеће потпуно помрачење у Европи би требало бити 12. августа 2026.
У тренутку непосредно пре потпуног помрачења, када се последњи зраци Сунца пробију иза Месечевог диска, догађа се појава тзв. „дијамантног прстена“. Иста се појава може уочити и непосредно након потпуног помрачења.

### Прстенасто помрачење Сунца
Посматрајући Сунце и Месец, посебно у време помрачења Сунца, може се уочити да су сличних угаоних димензија. Иако се на небу чине једнакима, у стварности је Сунце много веће. Сунчев је пречник (1.392-000 km) чак 400 пута већи од Месечевог (3476 km), али је Сунце исто толико пута (у просеку) даље од Месеца, па нам се зато чине једнакима..
Ипак, угаоне димензије Месеца и Сунца нису увек једнаке, већ се мењају. Разлог томе су благо елиптичне путање, како Земље око Сунца, тако и Месеца око Земље. Како се мењају удаљености Месеца и Сунца од Земље, тако се мењају и њихове угаоне димензије. Пречник Сунца креће се од 31.5' (лучне минуте), када је Земља у афелу, до 32.6', када је Земља у перихелу. Пречник Месеца креће се од 29.1' (29.1. лучних секунди), када је Месец у апогеју (најдаље од Земље), до 33.9', када је Месец у перигеју (најближе Земљи). Када је Месец у апогеју а Земља у перихелу, те у свим другим тренуцима када је Месечев диск на небу мањи од Сунчевог, може доћи само до прстенастог помрачења Сунца јер Месечев диск не може у потпуности покрити Сунце. Следеће прстенасто помрачење у Европи би требало бити 2028 и 2030. године.

### Помрачење Месеца
Помрачење Месеца настаје уласком Месеца у Земљину сенку, види се с целе Земљине ноћне хемисфере, притом је Месец обасјан загаситоцрвеном светлошћу која се распршила пролазећи кроз Земљину атмосферу. Помрачења Месеца настаје када је Месец пун, а купа Земљине сенке удаљена највише 11° од једног Месечевог чвора. Како Земљина сенка тим подручјем пролази сваких 21 до 22 дана, а уштап се понавља сваких 29,53 дана, у једној години могу бити највише 3 помрачења Месеца, а неких се година не догоди ни једно. Површина Земљине сенке неколико је пута већа од површине Месеца, те Месец може кроз сенку пролазити до 1 сат 47 минута.
Збир помрачење Месеца и Сунца у години не може бити већи од 7, а мањи од 2. Најчешће се збивају по два помрачење Сунца и Месеца, а највише се могу догодити три Мјесечеве и четири Сунчеве, или два Месечева и пет Сунчевих. Будући да се помрачења Месеца види с целе тамне Земљине полулопте, а помрачења Сунца само с ускога појаса, чини се да се помрачења Месеца збивају чешће од помрачења Сунца, иако је обрнуто. Помрачење се збивају готово у истом редоследу након 18 календарских година и 11 и 1/3 дана, или 10 и 1/3 дана ако раздобље обухвата 5 преступних година, односно 12 и 1/3 дана ако обухвата само 3 преступне године, што се може догодити на прелазу века (Саросов период).

### Помрачење осталих небеских тела
Меркур и Венера прелазе преко Сунчева круга (транзит), а Месец и планете заклањају позадинске звезде (окултација). Помрачења Јупитерових сателита служила су поморцима у доба када механички сатови нису били довољно поуздани за одређивање тачнога времена које је било потребно за прорачун земљописне дужине. Помрачења звезда догађа се у системима двојних звезда што се на Земљи запажа као периодична промена сјаја. Звезду могу делом да помраче и екстрасоларне планете, а то се прецизним мерењем интензитета светлости звезда може забележити; нпр. пратилац звезде ХД 209 458, удаљене 150 година светлости, планета је 1,32 пута већег полупречника од Јупитера, а помрачује звезду за 1,5% сваких 3.5246 дана.
Помрачење се истражују ради спознаје о маси, запремини, међусобној удаљености, инклинацијама и атмосферама тела која се помрачују.

### Помрачење Сунца и Месеца
Узајамни положаји Сунца, Месеца и Земље доводе до помрачење Сунца и Месеца. Потпуна помрачења се користе у космичкој геодезији за везивање континенталних тригонометријских мрежа, које помажу у стварању јединственог светског научног система. У исту сврху се користе и појаве окултација звезда (кад Месец током свог кретања сакрије неке звезде). Привлачна сила Месеца, а у мањој мери и Сунца (лунисоларни утицај), узрокује на Земљи плиму и осеку мора и језера, као и „дисање” Земљине коре што је 3 пута слабије од плиме и осеке. Утицај Месеца на људе и друга бића је још увек неразјашњен, али је сигурно да се инсекти оријентишу помоћу Месеца.

## Терминологија

### Хибридно помрачење
Хибридно помрачење (који се назива и прстенасто/потпуно помрачење) прелази између потпуног и прстенастог помрачења. У одређеним тачкама на површини Земље изгледа као потпуно помрачење, док у другим тачкама изгледа као прстенасто. Хибридна помрачења су релативно ретка.
Хибридно помрачење се дешава када се величина помрачења током догађаја промени са мање на веше од један, тако да изгледа да је помрачење потпуно на локацијама ближе средини, а прстенасто на другим локацијама ближе почетку и крају, пошто су стране Земље мало даље од Месеца. Ова помрачења су изузетно уска по ширини путање и релативно кратког трајања у било ком тренутку у поређењу са потпуним помрачењима; укупност хибридног помрачења од 20. априла 2023. траје више од једног минута у различитим тачкама на путу тоталитета. Попут фокусне тачке, ширина и трајање тоталитета и прстенастости су близу нуле у тачкама где се дешавају промене између њих.

### Централно помрачење
Централно помрачење се често користи као генерички термин за потпуно, прстенасто или хибридно помрачење. Ово, међутим, није сасвим тачно: дефиниција централног помрачења је помрачење током којег централна линија сенке додирује Земљину површину. Могуће је, иако изузетно ретко, да се део умбре пресеца са Земљом (чиме се ствара прстенасто или потпуно помрачење), али не и њена централна линија. Ово се онда назива нецентрално потпуно или прстенасто помрачење. Гама је мера колико централно пада сенка. Последње (још умбрално) нецентрално помрачење Сунца било је 29. априла 2014. Ово је било прстенасто помрачење. Следеће нецентрално потпуно помрачење Сунца биће 9. априла 2043. године.

### Фазе помрачења
Визуелне фазе посматране током потпуног помрачења називају се:
- Први контакт — када је Месечев крак (ивица) тачно тангенцијалан на Сунчев крак.
- Други контакт — почевши од Бејлијевих перли (узрокованих светлошћу која сија кроз долине на површини Месеца) и ефектом дијамантског прстена. Скоро цео диск је покривен.
- Тоталност — Месец заклања цео диск Сунца и видљива је само соларна корона.
- Трећи контакт — када прва јака светлост постане видљива и Месечева сенка се удаљи од посматрача. Поново се може приметити дијамантски прстен.
- Четврти контакт - када задња ивица Месеца престане да се преклапа са соларним диском и помрачење се заврши.

## Предвиђања

### Геометрија
Дијаграми са десне стране показују поравнање Сунца, Месеца и Земље током помрачења Сунца. Тамно сива област између Месеца и Земље је умбра, где је Сунце потпуно заклоњено Месецом. Мала област на којој умбра додирује површину Земље је место где се може видети потпуно помрачење. Већа светлосива област је пенумбра, у којој се може видети делимично помрачење. Посматрач у антумбри, области сенке иза умбре, видеће прстенасто помрачење.
Месечева орбита око Земље је нагнута под углом од нешто више од 5 степени у односу на раван Земљине орбите око Сунца (еклиптике). Због тога ће у време младог месеца Месец обично проћи северно или јужно од Сунца. Помрачење Сунца може да се деси само када се млад месец појави близу једне од тачака (познатих као чворови) где Месечева орбита прелази еклиптику.
Као што је горе наведено, Месечева орбита је такође елиптична. Удаљеност Месеца од Земље варира до око 5,9% од његове просечне вредности. Дакле, привидна величина Месеца варира са његовом удаљеношћу од Земље, и управо овај ефекат доводи до разлике између потпуних и прстенастих помрачења. Удаљеност Земље од Сунца такође варира током године, али је то мањи ефекат (до око 0,85% од њене просечне вредности). У просеку се чини да је Месец нешто (2,1%) мањи од Сунца гледано са Земље, тако да је већина (око 60%) централних помрачења прстенаста. Тек када је Месец ближе Земљи од просека (близу његовог перигеја) долази до потпуног помрачења.
|                                          | Месец               | Месец                 | Сунце             | Сунце             |
| У перигеју (најближе)                    | У апогеју (најдаље) | У перихелу (најближе) | У афелу (најдаље) |                   |
| ---------------------------------------- | ------------------- | --------------------- | ----------------- | ----------------- |
| Средњи полупречник                       | 1737,10 km          | 1737,10 km            | 696.000 km        | 696.000 km        |
| Растојање                                | 363.104 km          | 405.696 km            | 147.098.070 km    | 152.097.700 km    |
| Угаони пречник                           | 33' 30" (0,5583°)   | 29' 26" (0,4905°)     | 32' 42" (0,5450°) | 31' 36" (0,5267°) |
| Привидна величина у размери              |                     |                       |                   |                   |
| Уређено по опадајућој привидној величини | 1.                  | 4.                    | 2.                | 3.                |

Месец кружи око Земље за отприлике 27,3 дана, у односу на фиксни референтни оквир. Ово је познато као звездани месец. Међутим, током једног звезданог месеца, Земља се делимично окретала око Сунца, чинећи просечно време између једног младог месеца и следећег дуже од звезданог месеца: то је отприлике 29,5 дана. Овај месец је познат као синодички месец и одговара ономе што се обично назива лунарним месецом.
Месец прелази од југа ка северу еклиптике у свом растућем чвору, и обрнуто у свом опадајућем чвору. Међутим, чворови Месечеве орбите се постепено крећу у ретроградном кретању, услед дејства Сунчеве гравитације на Месечево кретање, и направе комплетан круг сваких 18,6 година. Ова регресија значи да је време између сваког проласка Месеца кроз узлазни чвор нешто краће од звезданог месеца. Овај период се назива нодијски или драконски месец.
Коначно, Месечев перигеј се креће унапред или прецесира у својој орбити и прави потпуни круг за 8,85 година. Време између једног перигеја и следећег је нешто дуже од звезданог месеца и познато је као аномалистички месец.
Месечева орбита се сече са еклиптиком у два чвора који су међусобно удаљени 180 степени. Према томе, млад Месец се јавља близу чворова у два периода године у размаку од приближно шест месеци (173,3 дана), познатих као сезоне помрачења, и увек ће бити најмање једно помрачење Сунца током ових периода. Понекад се млад месец појави довољно близу чвора током два узастопна месеца да помрачи Сунце у оба наврата у два делимична помрачења. То значи да ће у било којој години увек бити најмање два помрачења Сунца, а може их бити чак пет.
Помрачења се могу појавити само када је Сунце унутар око 15 до 18 степени од чвора (10 до 12 степени за централна помрачења). Ово се назива граница помрачења и дата је у распонима јер се привидне величине и брзине Сунца и Месеца разликују током године. За време које је потребно Месецу да се врати у чвор (драконски месец), привидни положај Сунца се померио за око 29 степени у односу на чворове. Пошто граница помрачења ствара прозор могућности до 36 степени (24 степена за централна помрачења), могуће је да се делимична помрачења (или ретко делимично и централно помрачење) дешавају у узастопним месецима.

### Путања
Током централног помрачења, Месечева умбра (или антумбра, у случају прстенастог помрачења) се брзо креће од запада ка истоку преко Земље. Земља такође ротира од запада ка истоку, око 28 km/min на екватору, али како се Месец креће у истом смеру као и Земљина ротација брзином од око 61 km/min, чини се да се умбра скоро увек креће отприлике на западу – источни правац преко карте Земље брзином Месечеве орбиталне брзине минус Земљина ротациона брзина.
Ширина стазе централног помрачења варира у зависности од релативних привидних пречника Сунца и Месеца. У најповољнијим околностима, када се потпуно помрачење догоди веома близу перигеја, стаза може бити широка до 267 km и трајање тоталности може бити преко 7 минута. Изван централне стазе, делимично помрачење се види на много већој површини Земље. Типично, умбра је широка 100–160 km, док је пречник пенумбре већи од 6400 km.
Беселови елементи се користе за предвиђање да ли ће помрачење бити делимично, прстенасто или потпуно (или прстенасто/потпуно), и какве ће околности помрачења бити на било којој локацији.‍:Поглавље 11
Прорачуни са Беселовим елементима могу одредити тачан облик сенке умбре на површини Земље. Али на којој географској дужини ће сенка пасти, зависи од Земљине ротације и од тога колико је та ротација успорила током времена. Број који се зове ΔT користи се у предвиђању помрачења да би се ово успоравање узело у обзир. Како Земља успорава, ΔT се повећава. ΔT за датуме у будућности се може само грубо проценити, јер Земљина ротација нерегуларно успорава. То значи да, иако је могуће предвидети да ће на одређени датум у далекој будућности доћи до потпуног помрачења, у далекој будућности није могуће тачно предвидети на којим географским дужинама ће то помрачење бити потпуно. Историјски записи о помрачењима омогућавају процене прошлих вредности ΔT и тако Земљине ротације.‍:Једначина 11.132

### Трајање
Следећи фактори одређују трајање потпуног помрачења Сунца (по опадајућој важности):
1. Месец је скоро тачно у перигеју (тако да његов угаони пречник буде што већи).
2. Земља је веома близу афела (најудаљенија од Сунца у својој елиптичној орбити, чинећи њен угаони пречник што је могуће мањим).
3. Средња тачка помрачења је веома близу Земљиног екватора, где је брзина ротације највећа и најближа брзини месечеве сенке која се креће преко Земљине површине.
4. Вектор путање помрачења у средини помрачења у равни са вектором Земљине ротације (тј. не дијагонално, већ право источно).
5. Средња тачка помрачења је близу подсоларне тачке (део Земље најближи Сунцу).

Најдуже помрачење које је до сада израчунато је помрачење од 16. јула 2186. године (са максималним трајањем од 7 минута и 29 секунди изнад северне Гвајане).

## Појава и циклуси
Потпуно помрачење Сунца је редак догађај, који се понавља негде на Земљи у просеку сваких 18 месеци, али се процењује да се понавља на било којој датој локацији у просеку само сваких 360–410 година. Потпуно помрачење траје само највише неколико минута на било којој локацији, јер се Месечева умбра креће ка истоку брзином од преко 1.700 km/h (470 m/s). Тоталност тренутно не може трајати дуже од 7 min 32 s. Ова вредност се мења током миленијума и тренутно се смањује. До 8. миленијума, најдуже теоретски могуће потпуно помрачење биће мање од 7 min 2 s. Последњи пут помрачење дуже од 7 минута догодило се 30. јуна 1973. (7 min 3 sec). Посматрачи у суперсоничној летелици Конкорд успели су да протежу трајање овог помрачења на око 74 минута летећи дуж путање Месечеве умбре. Следеће потпуно помрачење које траје више од седам минута десиће се тек 25. јуна 2150. године. Најдуже потпуно помрачење Сунца у периоду од 11.000 година од 3.000 пре нове ере до најмање 8.000. године нове ере догодиће се 16. јула 2186. године, када ће укупно помрачење трајати 7 min 29 s. Поређења ради, најдуже потпуно помрачење у 20. веку од 7 min 8 s догодило се 20. јуна 1955. године, а у 21. веку неће бити потпуних помрачења Сунца дужих од 7 минута.
Могуће је предвидети друга помрачења користећи циклусе помрачења. Сарос је вероватно најпознатији и један од најтачнијих. Сарос траје 6585,3 дана (нешто више од 18 година), што значи да ће након овог периода наступити практично идентично помрачење. Најприметнија разлика ће бити померање ка западу од око 120° у географској дужини (због 0,3 дана) и мало у географској ширини (север-југ за непарне циклусе, обрнуто за парне). Сарос серија увек почиње делимичним помрачењем у близини једног од поларних региона Земље, затим се помера преко глобуса кроз серију прстенастих или потпуних помрачења и завршава се делимичним помрачењем у супротном поларном региону. Сарос серија траје 1226 до 1550 година, са око 69 до 87 помрачења, од којих је око 40 до 60 централних.

### Учесталост по години
Сваке године се дешава између два и пет помрачења Сунца, са најмање једним по сезони помрачења. Од када је грегоријански календар уведен 1582. године, године које су имале пет помрачења Сунца биле су 1693, 1758, 1805, 1823, 1870. и 1935. Следећи догађај ће бити 2206. У просеку има око 240 помрачења Сунца сваког века.
| 5. јануар       | 3. фебруар        | 30. јун           | 30. јул         | 25. децембар     |
| Делимично (југ) | Делимично (север) | Делимично (север) | Делимично (југ) | Прстенасто (југ) |
| --------------- | ----------------- | ----------------- | --------------- | ---------------- |
| Сарос 111       | Сарос 149         | Сарос 116         | Сарос 154       | Сарос 121        |

### Коначна тоталност
Потпуна помрачења Сунца се виде на Земљи због случајног сплета околности. Чак и на Земљи, разноликост помрачења која су позната људима данас је привремена појава (на геолошкој временској скали). Стотине милиона година у прошлости, Месец је био ближи Земљи и стога очигледно већи, тако да је свако помрачење Сунца било потпуно или делимично, и није било прстенастих помрачења. Због убрзања плиме, орбита Месеца око Земље постаје отприлике 3,8 cm удаљенија сваке године. Милионима година у будућности, Месец ће бити предалеко да би потпуно заклонио Сунце и неће доћи до потпуних помрачења. У истом временском оквиру, Сунце може постати светлије, чинећи га већим по величини. Процене времена када Месец неће моћи да затвори цело Сунце када се посматра са Земље крећу се између 650 милиона и 1,4 милијарде година у будућности.

## Гледање
Гледање директно у фотосферу Сунца (сјајни диск самог Сунца), чак и на само неколико секунди, може изазвати трајно оштећење мрежњаче ока, због интензивног видљивог и невидљивог зрачења које фотосфера емитује. Ово оштећење може довести до оштећења вида, до и укључујући слепило. Ретина нема осетљивост на бол, и ефекти оштећења мрежњаче се можда неће појавити сатима, тако да нема упозорења да долази до повреде.
У нормалним условима, Сунце је толико светло да је тешко гледати директно у њега. Међутим, током помрачења, са толико покривеним Сунцем, лакше је и примамљивије гледати у њега. Гледање у Сунце током помрачења једнако је опасно као и гледање ван помрачења, осим током кратког периода тоталитета, када је Сунчев диск потпуно прекривен (тоталност се јавља само током потпуног помрачења и само врло кратко; не дешава се током делимичног или прстенастог помрачења). Посматрање Сунчевог диска кроз било коју врсту оптичког помагала (двоглед, телескоп или чак тражило оптичке камере) је изузетно опасно и може изазвати неповратно оштећење ока у делићу секунде.

### Делимична и прстенаста помрачења
Посматрање Сунца током делимичних и прстенастих помрачења (и током потпуних помрачења ван кратког периода тоталитета) захтева посебну заштиту очију или индиректне методе гледања ако се жели избећи оштећење ока. Сунчев диск се може посматрати коришћењем одговарајуће филтрације како би се блокирао штетни део сунчевог зрачења. Наочаре за сунце не чине гледање Сунца безбедним. Само правилно дизајнирани и сертификовани соларни филтери треба да се користе за директно гледање Сунчевог диска. Нарочито се морају избегавати самостално направљени филтери који користе уобичајене предмете као што су дискета извађена из кућишта, компакт диск, слајд филм у црној боји, димљено стакло, итд.
Најсигурнији начин да се види Сунчев диск је индиректна пројекција. Ово се може урадити пројектовањем слике диска на бели комад папира или картице помоћу двогледа (са једним од сочива прекривених), телескопа или другог комада картона са малом рупом у себи (око 1 mm пречника), често се назива стеноп камера. Пројектована слика Сунца се тада може безбедно видети; ова техника се може користити за посматрање сунчевих пега, као и помрачења. Међутим, мора се водити рачуна да нико не гледа директно кроз пројектор (телескоп, рупицу, итд.). Кухињски ђевђир са малим рупама се такође може користити за пројектовање више слика делимично помраченог Сунца на тло или екран за гледање. Гледање Сунчевог диска на видео екрану (који обезбеђује видео камера или дигитална камера) је безбедно, иако се сама камера може оштетити директним излагањем сунцу. Оптичка тражила која се испоручују са неким видео и дигиталним камерама нису безбедна. Безбедно монтирано стакло заваривача #14 испред сочива и тражила штити опрему и омогућава гледање. Професионална израда је неопходна због страшних последица које ће имати празнине или одвајање очног склопа. На путу делимичног помрачења, неће се моћи видети корона или скоро потпуно замрачење неба. Међутим, у зависности од тога колико је Сунчев диск затамњен, може се приметити извесно затамњење. Ако је три четвртине или више Сунца затамњено, онда се може приметити ефекат по коме се чини да је дневна светлост пригушена, као да је небо наоблачено, али објекти и даље бацају оштре сенке.

### Тоталност
Када видљиви део фотосфере који се смањује постане веома мали, појавиће се Бејлијеве перле. Оне су узроковане сунчевом светлошћу која још увек може да стигне до Земље кроз лунарне долине. Тоталност тада почиње са ефектом дијамантског прстена, последњег сјајног бљеска сунчеве светлости.
Безбедно је посматрати тоталну фазу помрачења Сунца директно само када је Сунчева фотосфера потпуно прекривена Месецом, а не пре или после тоталитета. Током овог периода, Сунце је сувише тамно да би се видело кроз филтере. Сунчева слаба корона ће бити видљива, а хромосфера, сунчева испупчења, коронални стримери и можда чак и сунчева бакља ће се моћи видети. На крају тоталитета, исти ефекти ће се десити обрнутим редоследом, и то на супротној страни Месеца.

### Јурење помрачења
Посебна група гонитеља помрачења бави се посматрањем помрачења Сунца када се она дешавају око Земље. Особа која јури помрачења позната је као умбрафил, што значи љубитељ сенки. Умбрафили путују ради помрачења и користе различите алате за помоћ у гледању сунца, укључујући наочаре за посматрање сунца, познате и као наочаре за помрачење, као и телескопе.

### Фотографија
Прву познату фотографију помрачења Сунца направио је 28. јула 1851. године Јохан Јулиус Фридрих Берковски, користећи процес дагеротипије.
Фотографисање помрачења је могуће са прилично уобичајеном опремом за камеру. Да би диск Сунца/Месеца био лако видљив, потребно је сочиво са дугим фокусом са прилично великим увећањем (најмање 200 mm за камеру од 35 mm), а да би диск испунио већи део кадра потребно је дуже сочиво (преко 500 mm). Као и код директног посматрања Сунца, гледање у њега кроз оптичко тражило камере може довести до оштећења мрежњаче, те се препоручује опрез. Соларни филтери су потребни за дигиталну фотографију чак и ако се оптичко тражило не користи. Коришћење функције приказа уживо камере или електронског тражила је безбедно за људско око, али сунчеви зраци могу потенцијално непоправљиво оштетити дигиталне сензоре слике осим ако сочиво није покривено правилно дизајнираним соларним филтером.

## Историјска помрачења
Историјска помрачења су веома вредан ресурс за историчаре, јер омогућавају прецизно датирање неколико историјских догађаја, из којих се могу извести други датуми и древни календари. Најстарије забележено помрачење Сунца забележено је на глиненој плочи пронађеној у Угариту, у модерној Сирији, са два веродостојна датума која се обично цитирају: 3. мај 1375. п. н. е. или 5. март 1223. п. н. е., при чему су последњи фаворизовали најновији аутори на ову тему. Помрачење Сунца од 15. јуна 763. п. н. е. које се помиње у једном асирском тексту важно је за хронологију древног Блиског истока. Било је и других тврдњи о ранијим помрачењима. Легендарни кинески краљ Џонг Канг је наводно обезглавио двојицу астронома, Хсија и Хоа, који нису успели да предвиде помрачење пре 4000 година. Можда је најранија још недоказана тврдња археолога Бруса Масеа, који наводно повезује помрачење од 10. маја 2807. п. н. е. са могућим ударом метеора у Индијски океан на основу неколико древних митова о потопу који помињу тотално соларно помрачење.
Помрачења су тумачена као омени, или предзнаци. Древни грчки историчар Херодот је написао да је Талес из Милета предвидео помрачење које се догодило током битке између Мидијаца и Лидијаца. Обе стране су одложиле оружје и прогласиле мир као резултат помрачења. Тачно које помрачење је у питању остаје неизвесно, иако су то питање проучавале стотине древних и модерних ауторитета. Један вероватни кандидат догодио се 28. маја 585. п. н. е., вероватно близу реке Кизил у Малој Азији. Помрачење које је Херодот забележио пре него што је Ксеркс отпутовао у своју експедицију против Грчке, која се традиционално датира у 480. п. н. е., Џон Расел Хинд је повезао са прстенастим помрачењем Сунца у Сарду 17. фебруара 478. п. н. е. Алтернативно, делимично помрачење је било видљиво из Персије 2. октобра 480. п. н. е. Херодот такође извештава о помрачењу Сунца у Спарти током Друге персијске инвазије на Грчку. Датум помрачења (1. август 477. п. н. е.) не одговара тачно конвенционалним датумима за инвазију које су прихватили историчари.
У старој Кини, где су помрачења Сунца била позната као „једење Сунца” (rìshí 日食), најранији записи о помрачењима датирају из око 720. године пре нове ере. Астроном из 4. века пре нове ере Ши Шен је описао предвиђање помрачења користећи релативне положаје Месеца и Сунца.
Учињени су покушаји да се утврди тачан датум Великог петка претпоставком да је тама описана на Исусовом распећу била помрачење Сунца. Ово истраживање није дало коначне резултате, а Велики петак је забележен као на Пасхи, која се одржава у време пуног месеца. Даље, мрак је трајао од шестог сата до деветог, или три сата, што је много, много дуже од горње границе од осам минута за тоталитет било ког помрачења Сунца. Савремене хронике писале су о помрачењу почетком маја 664. које се поклопило са почетком куге 664. године на британским острвима. На западној хемисфери постоји неколико поузданих записа о помрачењима пре 800. године нове ере, све до појаве арапских и монашких посматрања у раном средњем веку.
Помрачење Сунца догодило се 27. јануара 632. године над Арабијом за време Мухамедовог живота. Мухамед је негирао да је помрачење имало било какве везе са његовим сином који је умро раније тог дана, рекавши „Сунце и месец не помрачују због смрти некога из народа, али су то два знака међу знаковима Божијим”. Каирски астроном Ибн Јунус је написао да је рачунање помрачења једна од многих ствари које повезују астрономију са исламским законом, јер је то омогућавало да се зна када се може упутити посебна молитва. Прво забележено посматрање короне обављено је у Константинопољу 968. године.
Прво познато телескопско посматрање потпуног помрачења Сунца обављено је у Француској 1706. године. Девет година касније, енглески астроном Едмунд Халеј је тачно предвидео и посматрао помрачење Сунца 3. маја 1715. године. До средине 19. века, научно разумевање Сунца се побољшавало посматрањем Сунчеве короне током помрачења Сунца. Корона је идентификована као део Сунчеве атмосфере 1842. године, а прва фотографија (или дагеротипија) потпуног помрачења снимљена је током помрачења Сунца 28. јула 1851. године. Спектроскопска посматрања су вршена за помрачење Сунца од 18. августа 1868. године, што је помогло да се одреди хемијски састав Сунца.
Џон Фиске је овако сумирао митове о помрачењу Сунца у својој књизи из 1872. године Мит и митотворци,
мит о Херкулу и Каку, основна идеја је победа соларног бога над разбојником који краде светлост. Да ли ће разбојник увече угасити светло када је Индра заспао, или храбро подиже свој црни лик на небо током дана, узрокујући да се тама шири земљом, мало би се разликовало у зависности од креатора мита. За кокошку је помрачење Сунца исто што и ноћ, и она се сходно томе одмара. Зашто је онда примитивни мислилац правио разлику између замрачења неба изазваног црним облацима и оног изазваног ротацијом земље? Он није имао више појма о научном објашњењу ових појава него кокошка о научном објашњењу помрачења. За њега је било довољно да зна да је Сунчев сјај украден, и у једном и у другом случају, и да сумња да је за обе пљачке крив исти демон.

## Посебна запажања, појаве и утицај
Потпуно помрачење Сунца пружа ретку прилику да се посматра корона (спољни слој Сунчеве атмосфере). Обично ово није видљиво, јер је фотосфера много светлија од короне. Према тачки постигнутој у соларном циклусу, корона може изгледати мала и симетрична, или велика и нејасна. Веома је тешко то унапред предвидети.
Феномени повезани са помрачењима укључују траке сенки (познате и као летеће сенке), које су сличне сенкама на дну базена. Они се јављају само непосредно пре и после тоталитета, када уски соларни срп делује као анизотропни извор светлости. Док се светлост филтрира кроз лишће дрвећа током делимичног помрачења, листови који се преклапају стварају природне рупице, приказујући мини помрачења на тлу.

### Запажања из 1919. године
Посматрање потпуног помрачења Сунца 29. маја 1919. године помогло је да се потврди Ајнштајнова теорија опште релативности. Упоређивањем привидне удаљености између звезда у сазвежђу Бика, са и без Сунца између њих, Артур Едингтон је изјавио да су теоријска предвиђања о гравитационим сочивима потврђена. Посматрање са Сунцем између звезда било је могуће само током тоталитета пошто су звезде тада видљиве. Иако су Едингтонова запажања била близу експерименталних граница тачности у то време, рад у каснијој половини 20. века потврдио је његове резултате.

### Гравитацијске аномалије
Постоји дуга историја посматрања појава повезаних са гравитацијом током помрачења Сунца, посебно током периода тоталитета. Године 1954, и поново 1959, Морис Але је известио о запажањима чудних и необјашњивих кретања током помрачења Сунца. Реалност овог феномена, названог Алеов ефекат, остала је контроверзна. Слично, 1970. Саксл и Ален су приметили изненадну промену у кретању торзионог клатна; овај феномен се зове Саклов ефекат.
Посматрање током помрачења Сунца 1997. од стране Ванга и сарадника сугерисало је могући ефекат гравитационе заштите, што је изазвало дебату. Године 2002, Ванг и један сарадник објавили су детаљну анализу података, која је сугерисала да је овај феномен још увек необјашњен.

### Помрачења и транзити
У принципу, могућа је истовремена појава помрачења Сунца и транзита планете. Али ови догађаји су изузетно ретки због њиховог кратког трајања. Следећа очекивана истовремена појава помрачења Сунца и транзита Меркура биће 5. јула 6757. године, а помрачење Сунца и транзит Венере се очекују 5. априла 15.232.
Чешћа, али ипак ретка, је конјункција планете (посебно, али не само, Меркура или Венере) у време потпуног помрачења Сунца, у ком случају ће планета бити видљива веома близу помраченог Сунца, када би се без помрачење изгубила у Сунчевом одсјају. Својевремено су неки научници претпоставили да може постојати планета (која се често назива Вулкан) чак и ближе Сунцу од Меркура; једини начин да се потврди његно постојање било би посматрање у транзиту или током потпуног помрачења Сунца. Таква планета никада није пронађена, а општа теорија релативности је од тада објаснила запажања која су навела астрономе да сугеришу да би Вулкан могао постојати.

### Вештачки сателити
Вештачки сателити такође могу да прођу испред Сунца гледано са Земље, али ниједан није довољно велик да изазове помрачење. На висини Међународне свемирске станице, на пример, објекат би требао бити око 3,35 km у пречнику да би у потпуности заклонио Сунце. Ове транзите је тешко посматрати, јер је зона видљивости веома мала. Сателит пређе преко лица Сунца обично за око секунду. Као и код транзита планете, неће се смрачити.
Посматрања помрачења са свемирских летелица или вештачких сателита који круже изнад Земљине атмосфере не подлежу временским условима. Посада Џемини 12 је посматрала потпуно помрачење Сунца из свемира 1966. године. Делимична фаза потпуног помрачења 1999. године била је видљива са Мира.

### Утицај
Помрачење Сунца 20. марта 2015. је била прва појава помрачења за које се процењује да потенцијално има значајан утицај на електроенергетски систем, при чему је електроенергетски сектор предузео мере за ублажавање било каквог утицаја. Процењено је да синхроне области континенталне Европе и Велике Британије имају око 90 гигавата соларне енергије и процењено је да ће производња привремено опасти до 34 GW у поређењу са даном ведрог неба.
Помрачења могу да доведу до смањења температуре за 3 °C, уз потенцијално смањење снаге ветра како се ветрови смањују за 0,7 m у секунди.
Поред пада осветљености и температуре ваздуха, животиње мењају своје понашање током тоталности. На пример, птице и веверице се враћају у своја гнезда, а цврчци цвркућу.